# Casey, Yungerer, và Foodin
Casey (ケーシィ Kēshii), Yungerer (ユンゲラー Yungerā), và Foodin (フーディン Fūdin) còn gọi là Abra, Kadabra, và Alakazam, là 3 loài Pokémon thuộc cùng một chuỗi tiến hoá trong dòng Pokémon của Nintendo và Game Freak. Casey tiến hoá thành Yungerer sau khi có đủ kinh nghiệm chiến đấu, và Yungerer tiến hoá thành Foodin sau khi được giao dịch với huấn luyện viên khác. Được tạo ra bởi Ken Sugimori, chúng xuất hiện lần đầu tiên trong video game Pokémon Red and Blue và sau đó xuất hiện trong các phần sau cũng như trong các chế bản và hàng hoá khác của dòng Pokémon. Là Pokémon thuộc hệ siêu linh có năng lực thôi miên, do không thể sử dụng được sức mạnh của mình nếu không được nghỉ ngơi, Casey cần ngủ đến 18 giờ một ngày. Tập tính này chấm dứt khi nó tiến hoá thành Yungerer. Với khả năng ghi nhớ mọi thứ, IQ của Foodin vào khoảng 5000, tốt hơn một siêu máy tính khổng lồ.
Ở phiên bản Casey: Chúng sử dụng nhiều loại sức mạnh tâm linh ngay trong lúc ngủ. Vì thế rất khó đoán chúng đang thức hay đang ngủ.
Ở phiên bản Yungerer: Chúng biết đọc suy nghĩ của người khác, và sẽ dịch chuyển thức thời khi đối mặt với nguy hiểm. Để thu phục được chúng, bạn cần giữ có mình đầu óc trống rỗng nếu không Yungerer sẽ biết được ý định của bạn.
Ở phiên bản Foodin: Trong lúc ngủ chúng vẫn có thể nhận biết được nguy hiểm và có thể sử dụng siêu năng để di chuyển tức thời.
Trong anime Pokémon, Casey và Yungerer là Pokémon của Sabrina. Còn trong Pokémon Mystery Dungeon, Foodin có vai trò lớn trong việc hỗ trợ cốt truyện. Cả Casey, Yungerer, và Alazakam đều xuất hiện trong manga Pokémon Adventures với nhiều vai trò khác nhau.